# Snow Carnival
Snow Carnival ist ein US-amerikanischer Kurzfilm aus dem Jahr 1949. Der von Gordon Hollingshead produzierte Film war für einen Oscar nominiert.

## Inhalt

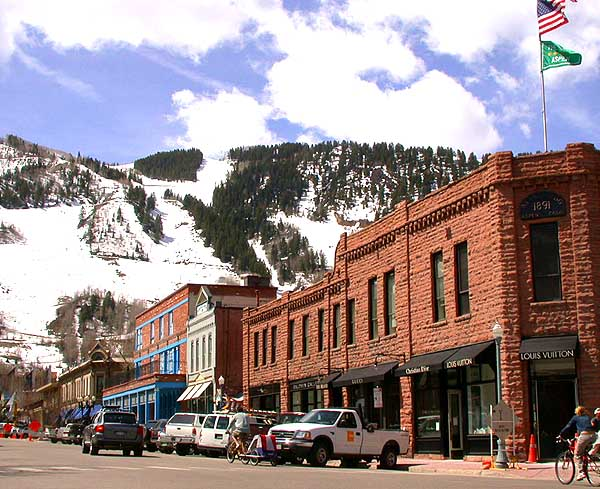
Aspen in Colorado, Galena Street mit dem Aspen Mountain im Hintergrund

Gary Cooper schildert einen typischen Tag im Skigebiet von Aspen in Colorado, was mit den entsprechenden Bildern untermalt wird. Gezeigt werden die Pisten mit den verschiedenen Schwierigkeitsgraden, die die Skifahrer, je nach Können, zu bewältigen haben. Auch das Umfeld und die Freuden des Après-Ski sind ein Thema. Zu Wort kommt zudem der legendäre Skiläufer und einer der berühmtesten Skilehrer Aspens, Fred Iselin. Er lockte durch seine lockere Art seinerzeit auch viele Hollywoodstars nach Aspen.

## Produktionsnotizen, Veröffentlichung
Produktionsfirma war die Vitaphone Corp. im Auftrag von Warner Bros. Die Filmaufnahmen entstanden in Aspen in Colorado. Warner Bros. drehte den Film auf Bitten Gary Coopers, der ein Haus in Aspen besaß, und das sozusagen vor der Tür liegende Skigebiet fördern wollte.
Ein Nitratabzug des Films befindet sich im UCLA Film- und Fernseharchiv, das die University of California, Los Angeles beherbergt.
Der Film wurde in den USA erstmals am 17. Dezember 1949 gezeigt.

### Filmmusik
- Skating on the Old Mill Pond, Musik: Maurice K. Jerome, Liedtext: Jack Scholl
- What Happened in Aspen, geschrieben von B. Roe, T. Stumph, T. Talbot, K. Stevens und B. Tebfair

## Auszeichnung
- Oscarverleihung 1950: Oscarnominierung für Gordon Hollingshead in der Kategorie „Bester Kurzfilm“ (2 Filmrollen). Die Trophäe ging jedoch an Gaston Diehl und Robert Hessens und den dokumentarischen Kurzfilm Van Gogh, der sich mit dem Leben und Wirken Vincent van Goghs befasst.[2]